# Vaginalatresie
Als Vaginalatresie oder Scheidenatresie (Atresia vaginalis) bezeichnet man in der Medizin eine angeborene Fehlbildung der Vagina, bei der die Vaginahöhlung verschlossen ist. Sie ist damit eine Form der Gynatresien, bei denen durch Hemmungsfehlbildungen Hohlräume oder Gänge der inneren weiblichen Geschlechtsorgane verschlossen sind.
Sie tritt u. a. beim McKusick-Kaufman-Syndrom auf.
Die Symptomatik ist unter Hymenalatresie aufgeführt.